# Anton Pokorný
Anton Pokorný (13. listopadu 1940 Sereď – 20. srpna 2017 Trenčín) byl slovenský fotbalista, pravý obránce.

## Fotbalová kariéra
V československé lize hrál za Jednotu Trenčín. Nastoupil ve 244 ligových utkáních. Za dorosteneckou reprezentaci nastoupil v roce 1959 ve 3 utkáních.

## Ligová bilance
| Ročník                                   | Zápasy | Góly | Klub            |
| ---------------------------------------- | ------ | ---- | --------------- |
| 1. československá fotbalová liga 1962/63 | 25     | 0    | Jednota Trenčín |
| 1. československá fotbalová liga 1963/64 | 25     | 0    | Jednota Trenčín |
| 1. československá fotbalová liga 1964/65 | 26     | 0    | Jednota Trenčín |
| 1. československá fotbalová liga 1965/66 | 24     | 0    | Jednota Trenčín |
| 1. československá fotbalová liga 1966/67 | 23     | 0    | Jednota Trenčín |
| 1. československá fotbalová liga 1967/68 | 14     | 0    | Jednota Trenčín |
| 1. československá fotbalová liga 1968/69 | 26     | 0    | Jednota Trenčín |
| 1. československá fotbalová liga 1969/70 | 30     | 0    | Jednota Trenčín |
| 1. československá fotbalová liga 1970/71 | 24     | 0    | Jednota Trenčín |
| 1. československá fotbalová liga 1971/72 | 27     | 0    | Jednota Trenčín |
| CELKEM 1. liga                           | 244    | 0    |                 |